# Valter Molea
Valter Molea, né le 8 juillet 1966 à Naples, est un rameur d'aviron italien. 

## Biographie
Valter Molea participe aux Jeux olympiques de 2000 à Sydney et remporte la médaille d'argent avec le quatre sans barreur italien composé de Riccardo Dei Rossi, Lorenzo Carboncini et Carlo Mornati.